# 실비아 스프로스
실비아 스프로스(Silvia Spross, 1978년 3월 2일 ~ )는 스위스의 배우이다.

## 영화
- 더 투 파멜라 (2013년)
- 미스테리 예고살인 (2011년) - 룸메이트 역
- 썸원스 노킹 앳 더 도어 (2009년)
- 지알로 (2009년) - 러시아인 희생자 역
- 아트 오브 트래블 (2008년)